# Wacław Zagrodzki
Wacław Stanisław Zagrodzki (ur. 5 lutego 1903 w Będzinie, zm. 16 grudnia 1981 w Sopocie) – polski oficer marynarki handlowej.

## Życiorys
Dzieciństwo spędził w Zagłębiu Dąbrowskim, a po śmierci ojca (1913 r.) - w Kijowie. W 1921 r. pracował przy budowie portu w Gdyni.
W 1924 r. ukończył Wydział Nawigacyjny Szkoły Morskiej w Tczewie. Po odbyciu służby wojskowej w Marynarce Wojennej pracował w kapitanacie portu w Gdyni, a następnie w Szkole Morskiej w Gdyni.
W latach 1927–1928 był III oficerem na żaglowcu Lwów. W latach 1929–1935 pracował na statkach Żeglugi Polskiej i Polsko-Brytyjskiego Towarzystwa Okrętowego. W 1936 r. przeszedł do pracy w inspektoracie okrętowym tych firm. W 1938 r. został inspektorem okrętowym.
Ukończył (z 5. lokatą) Kurs Oficerów Rezerwy przy Szkole Podchorążych Marynarki Wojennej w Toruniu, po czym został mianowany podporucznikiem marynarki rezerwy, ze starszeństwem od dnia 1 stycznia 1932 r. We wrześniu 1939 r. brał udział w obronie Helu. Przebywał w obozach jenieckich Nienburg, Spittal i Woldenberg. W czasie ewakuacji zbiegł z obozu i w lutym 1945 r. powrócił do Polski.
Od marca 1945 r. pracował w Departamencie Morskim Ministerstwa Przemysłu i Handlu, a następnie brał udział w odbudowie Szkoły Morskiej w Gdyni, w ramach której organizował bibliotekę. Wykładał także w Szkole Morskiej w Szczecinie. Był pełnomocnikiem ds. zabezpieczenia majątku firmy Żegluga Polska, a od 1946 r. pracownikiem GAL oraz ekspertem w Izbie Przemysłowo - Handlowej.
W 1951 r. został doradcą ds. ubezpieczeń w Centralnym Zarządzie Polskiej Marynarki Handlowej. W latach 1957–1958 pływał jako kapitan na statkach Polskiej Żeglugi Morskiej, a w latach 1959–1970 był głównym nawigatorem w Chińsko-Polskim Towarzystwie Okrętowym.
Po przejściu na emeryturę w 1970 r. pracował jako rzeczoznawca w Ośrodku ds. Współpracy z Międzynarodową Morską Organizacją Doradczą (IMCO). Pracował także jako ławnik w Izbach Morskich. W latach 1947–1949 był przewodniczącym Jachtklubu Gryf.
Autor książek: Awaria wspólna (Warszawa 1952, współautor: Konrad Rogóyski) i Ubezpieczenia i awarie statków (Warszawa 1953).
Był ojcem polskiej dziennikarki Danuty Zagrodzkiej.